# Play That Funky Music
«Play That Funky Music» — песня американской фанк-рок группы Wild Cherry, выпущенная в апреле 1976 года в качестве сингла с дебютного альбома Wild Cherry. Сингл достиг седьмой позиции в британском чарте UK Singles Chart и первой позиции в американском чарте Billboard Hot 100.